# Annette von Aretin
Annette von Aretin [ˈaretiːn] (* 23. Mai 1920 in Bamberg; † 1. März 2006 in München; eigentlich Marie Adelheid Elisabeth Kunigunde Felicitas Klein, geborene Freiin von Aretin) war eine Moderatorin. Von 1954 an war sie die erste Fernsehansagerin des Bayerischen Rundfunks. Die gelernte Fotografin war zudem Moderatorin verschiedener Hörfunk- und Fernsehsendungen und langjähriges Mitglied des Rateteams der populären Fernsehsendung Was bin ich?

## Leben
Annette von Aretin entstammte der Familie Aretin, einem armenischstämmigen bayerischen Adelsgeschlecht. Sie kam als ältestes von drei Kindern des Freiherrn Karl von Aretin (1884–1945) und seiner Frau Elisabeth von Aretin, geborene Freiin von Gebsattel (1887–1968), zur Welt. Ihre beiden jüngeren Brüder waren Peter-Carl (1923–2002) und Erwein (1924–2008). Sie war eine Nichte des Politikers und Schriftstellers Erwein Freiherr von Aretin und Cousine des Politikers Anton Freiherr von Aretin und des Historikers Karl Otmar Freiherr von Aretin. Ihr Spitzname, mit dem Freunde sie bis ins hohe Alter anredeten, war Putzi. Im Jahre 1956 heiratete sie den Arzt Harald Klein (1913–1983). Aus der Ehe gingen ein Sohn und eine Tochter hervor.
Die gelernte Fotografin begann ihre Karriere im Jahr 1947 als freie Mitarbeiterin bei Radio München, des Vorläufers des Bayerischen Rundfunks. Der Münchner Regisseur Kurt Wilhelm besetzte sie als Ännchen von Kalau in der Anfang der 1950er Jahre populären Radioshow Fleckerlteppich. 1959 wurde sie Chefin des BR-Besetzungsbüros.
Popularität erlangte sie ab 1961 als Mitglied des Rateteams der langlebigen ARD-Sendung Was bin ich? mit Robert Lembke. Das Rateteam erhielt 1968 die Goldene Kamera 1967.
Als Nachfolgerin von Carl Voscherau moderierte sie von 1963 bis zu deren Ende im Jahr 1969 die Ratesendung Funklotterie des Norddeutschen Rundfunks.
1980 wurde sie pensioniert, arbeitete aber weiter für Radio- und TV-Produktionen sowie als Autorin. Ihr für das ZDF produzierter Film Der Englische Garten erhielt 1987 den Herwig-Weber-Preis.
Ihre Grabstätte befindet sich auf dem Münchner Nordfriedhof (057-U3-5).
Im Münchner Stadtteil Altperlach wurde 2015 die Annette-von-Aretin-Straße nach ihr benannt.

## Publikationen
- Emanzipation charmant. Schwann, Düsseldorf 1972, ISBN 3-508-00229-2.
- mit Dietmar Mitschke (Fotos): Mein Englischer Garten. Nymphenburger, München 1989, ISBN 3-485-01879-1 (2. Aufl., 1995).
- als Hrsg.: Die schönsten Geschichten vom Leben auf dem Lande. Lübbe, Bergisch Gladbach 1989, ISBN 3-404-11444-2.
- Alles blüht zu seiner Zeit – Erinnerungen. Nymphenburger, München 1991, ISBN 3-485-00626-2.
- als Hrsg., Ludwig Richter (Ill.): Da war ein Engel am Himmel – Geschichten und Gedichte zur Weihnachtszeit. Lübbe, Bergisch Gladbach 1991, ISBN 3-404-11758-1.
- als Hrsg.: Heiterkeit des Herzens – Gedichte. Lübbe, Bergisch Gladbach 1993, ISBN 3-404-11955-X.
- Liebes Enkelkind … – Erinnerungen an eine Zeit, die du nicht kanntest. Nymphenburger, München 1999, ISBN 3-485-00815-X.